# ATP 500 Series
ATP 500 Series, officiellt ATP World Tour 500 (tidigare också känd som International Series Gold och Championship Series), är en tävlingsserie av professionella tennisturneringar och är en del av ATP-touren. Serien ligger i nivån under Grand Slam och Masters 1000 och nivån över 250 Series. Serien innehöll 2008 nio turneringar där prispengarna varierade mellan 690 000 US$ och 1 426 250 US$. 2009 förändrades serien till totalt elva turneringar, utbytta och nytillkomna.

## Turneringar
| Mästare 2009 |
| Mästare 2008 |

| Turnering  | Kommersiellt namn                   | Stad       | Land                  | Underlag      | Nuvarande singelmästare | Nuvarande dubbelmästare         |
| Rotterdam  | ABN Amro World Tennis Tournament    | Rotterdam  | Nederländerna         | Hardcourt (i) | Andy Murray             | Lukas Dlouhy / Leander Paes     |
| Memphis    | Regions Morgan Keegan Championships | Memphis    | USA                   | Hardcourt (i) | Steve Darcis            | Mahesh Bhupathi / Mark Knowles  |
| Acapulco   | Abierto Mexicano Telcel             | Acapulco   | Mexiko                | Grus          | Nicolas Almagro         | Oliver Marach / Michal Mertinak |
| Dubai      | Barclays Dubai Tennis Championships | Dubai      | Förenade arabemiraten | Hardcourt     | Andy Roddick            | Mahesh Bhupathi / Mark Knowles  |
| Barcelona  | Open Sabadell Atlantico             | Barcelona  | Spanien               | Grus          | Rafael Nadal            | Bob Bryan / Mike Bryan          |
| Hamburg    | German Open Hamburg                 | Hamburg    | Tyskland              | Grus          | Rafael Nadal            | Daniel Nestor / Nenad Zimonjic  |
| Washington | Legg Mason Tennis Classic           | Washington | USA                   | Hardcourt     | Juan Martin del Potro   | Marc Gicquel / Robert Lindstedt |
| Peking     | China Open                          | Peking     | Kina                  | Hardcourt     | Andy Roddick            | Stephen Huss / Ross Hutchins    |
| Tokyo      | Japan Open                          | Tokyo      | Japan                 | Hardcourt     | Tomáš Berdych           | Michail Juzjnyj / Mischa Zverev |
| Basel      | Davidoff Swiss Indoors              | Basel      | Schweiz               | Hardcourt (i) | Roger Federer           | Mahesh Bhupathi / Mark Knowles  |
| Valencia   | Open de Tenis Comunidad Valenciana  | Valencia   | Spanien               | Hardcourt (i) | David Ferrer            | Maximo Gonzalez / Juan Monaco   |

## Historik

### International Series Gold
Sista säsongen kategorin International Series Gold spelades var 2008 och då innehöll den följande turneringar:
| Turnering                       | Månad    | Underlag          | Prispengar    | Spelare | Mästare               |
| ABN Amro WTT                    | Februari | Hardcourt inomhus | € 824 000     | 32      | Michael Llodra        |
| RMK Championships               | Februari | Hardcourt inomhus | US$ 769 000   | 32      | Steve Darcis          |
| Abierto Mexicano Telcel         | Februari | Grus              | US$ 794 000   | 32      | Nicolás Almagro       |
| Dubai Tennis Championships      | Mars     | Hardcourt         | US$ 1 426 000 | 32      | Andy Roddick          |
| Open Sabadell Atlántico         | April    | Grus              | € 824 000     | 56      | Rafael Nadal          |
| Mercedes Cup                    | Juli     | Grus              | € 568 000     | 32      | Juan Martín del Potro |
| Generali Open                   | Juli     | Grus              | € 571 000     | 48      | Juan Martín del Potro |
| Japan Open Tennis Championships | Oktober  | Hardcourt         | US$ 869 000   | 48      | Tomáš Berdych         |
| BA-CA Tennis Trophy             | Oktober  | Hardcourt inomhus | € 674 000     | 32      | Philipp Petzschner    |

#### Turneringssegrare
|      | Rotterdam        | Memphis             | Dubai         | Acapulco      | Barcelona      | Stuttgart       | Kitzbühel       | Tokyo           | Wien             |
| ---- | ---------------- | ------------------- | ------------- | ------------- | -------------- | --------------- | --------------- | --------------- | ---------------- |
| 1998 | -                | Philippoussis (1/2) | -             | -             | Martin (1/1)   | Kuerten (1/4)   | -               | Pavel (1/1)     | Sampras (2/2)    |
| 1999 | Kafelnikov (2/2) | Haas (1/4)          | -             | -             | Mantilla (1/1) | Norman (1/1)    | Costa (1/1)     | Kiefer (1/1)    | Rusedski (2/3)   |
| 2000 | Pioline (1/1)    | Larsson (1/1)       | -             | Chela (1/1)   | Safin (1/1)    | Squillari (1/1) | Corretja (2/4)  | Schalken (1/1)  | Henman (1/1)     |
| 2001 | Escude (1/2)     | Philippoussis (2/2) | Ferrero (1/2) | Kuerten (3/4) | Ferrero (2/2)  | Kuerten (4/4)   | Lapentti (2/2)  | Hewitt (1/2)    | Haas (2/4)       |
| 2002 | Escude (2/2)     | Roddick (2/3)       | Santoro (1/1) | Moya (1/3)    | Gaudio (1/2)   | -               | Corretja (3/4)  | Carlsen (1/2)   | Federer (1/8)    |
| 2003 | Mirnyj (1/1)     | Dent (1/1)          | Federer (2/8) | Calleri (1/2) | Moya (2/3)     | Coria (1/2)     | Coria (2/2)     | Schüttler (1/1) | Federer (3/8)    |
| 2004 | Hewitt (2/2)     | Johansson (1/1)     | Federer (4/8) | Moya (3/3)    | Robredo (1/1)  | Cañas (1/1)     | Massu (1/1)     | Novak (1/1)     | Lopez (1/1)      |
| 2005 | Federer (5/8)    | Carlsen (2/2)       | Federer (6/8) | Nadal (1/8)   | Nadal (2/8)    | Nadal (3/8)     | Gaudio (2/2)    | Moodie (1/1)    | Ljubicic (1/2)   |
| 2006 | Stepanek (1/1)   | Haas (3/4)          | Nadal (4/8)   | Horna (1/1)   | Nadal (5/8)    | Ferrer (1/2)    | Calleri (2/2)   | Federer (7/8)   | Ljubicic (2/2)   |
| 2007 | Juzjnyj (1/1)    | Haas (4/4)          | Federer (8/8) | Chela (2/2)   | Nadal (6/8)    | Nadal (7/8)     | Monaco (1/1)    | Ferrer (2/2)    | Djokovic (1/1)   |
| 2008 | Llodra (1/1)     | Darcis (1/1)        | Roddick (3/3) | Almagro (1/1) | Nadal (8/8)    | del Potro (1/2) | del Potro (2/2) | Berdych (1/1)   | Petzschner (1/1) |
| 2009 |                  |                     |               |               |                |                 |                 |                 |                  |
| 2010 |                  |                     |               |               |                |                 |                 |                 |                  |

|      | Indianapolis   | Washington     | London           | Singapore  | Antwerpen      | Philadelphia  | New Haven    |
| ---- | -------------- | -------------- | ---------------- | ---------- | -------------- | ------------- | ------------ |
| 1998 | Corretja (1/4) | Agassi (1/2)   | Kafelnikov (1/2) | Rios (1/2) | Rusedski (1/3) | Sampras (1/2) | Kucera (1/1) |
| 1999 | Lapentti (1/2) | Agassi (2/2)   | Krajicek (1/1)   | Rios (2/2) | -              | -             | -            |
| 2000 | Kuerten (2/4)  | Corretja (4/4) | Rosset (1/1)     | -          | -              | -             | -            |
| 2001 | Rafter (1/1)   | Roddick (1/3)  | -                | -          | -              | -             | -            |
| 2002 | Rusedski (3/3) | Blake (1/1)    | -                | -          | -              | -             | -            |